# Marathon Cup 8 2024; Houthandel Boersma Marathon
De Marathon Cup 8 was de achtste wedstrijd van het marathonseizoen 2024/25 die op zaterdag 7 december 2024 plaatsvond op de Elfstedenhal in Leeuwarden. 
Bart Hoolwerf heeft de top-divisie bij de mannen gewonnen. Met een sterke laatste ronde overvleugelde de afgelopen week uit Azië teruggekomen Hoolwerf in de massasprint alle andere snelle mannen. Zijn broer en ploeggenoot Evert Hoolwerf snelde naar de tweede plaats waarmee de broers voor de derde keer deze prestatie behaalde. Alleen het broederduo Bob en Bart de Vries wisten bij de mannen ook ooit een 1-2 te behalen. Klassementsleider Harm Visser eindigde als derde en behield het oranje. Bij de top-divisie vrouwen won Beau Wagemaker. Wagemaker, die drie keer als tweede finishte bij een kunstijsmarathon maar nog nooit op kunstijs won, sloop in de finale weg uit een kopgroep van zeven die een ronde voorsprong had gepakt. Achter Wagemaker kwam de achtervolging niet op gang en Wagemaker slaagde erin de rest van de kopgroep te dubbelen. Elsemieke van Maaren sprintte naar de tweede plaats, Jet Fransen mocht als de nummer drie voor het eerst naar het podium.
Nino van Dijk heeft de wedstrijd van de beloften mannen gewonnen. Van Dijk, die samen met drie vluchtgenoten een ronde voorsprong had gepakt, sloop in de eindsprint van het peloton mee en begon met een klein gat aan de eindstrijd. De achtervolgers kwamen nog dichtbij maar haakte in de voorlaatste ronde af waarna Van Dijk naar zijn allereerste overwinning soleerde. Daan Berkhout won de sprint om de tweede plaats voor Bram Kras en Igor Baars. De beloftenwedstrijd van de vrouwen won Anna Marit Sybrandi. Op de streep zat zij net iets voor ploeggenote en klassementsleidster Mayke Vriesinga. Vriesinga ontving in de laatste ronde nog een gele kaart voor ongeoorloofd rijden. Liset Speelman sprintte naar de derde plaats. De finale werd gemaakt door Melissa Mooijman die solo de aanval koos. Vanuit het zeer afwachtend rijdende peloton staken Elbrich Nicolay en Renee Schipper nog over maar in de laatste ronden werden ze bijgehaald.

## Tijdschema
| Datum                     | Tijd (CET) | Onderdeel           |
| ------------------------- | ---------- | ------------------- |
| Zaterdag 30 november 2024 | 17:00      | Beloften mannen     |
| Zaterdag 30 november 2024 | 18:30      | Beloften vrouwen    |
| Zaterdag 30 november 2024 | 19:30      | Top-divisie vrouwen |
| Zaterdag 30 november 2024 | 20:45      | Top-divisie mannen  |

## Podia
| Klasse              | Eerste              | Tweede               | Derde          |
| ------------------- | ------------------- | -------------------- | -------------- |
| Top-divisie mannen  | Bart Hoolwerf       | Evert Hoolwerf       | Harm Visser    |
| Top-divisie vrouwen | Beau Wagemaker      | Elsemieke van Maaren | Jet Fransen    |
| Beloften mannen     | Nino van Dijk       | Daan Berkhout        | Bram Kras      |
| Beloften vrouwen    | Anna Marit Sybrandi | Mayke Vriesinga      | Liset Speelman |

## Uitslag top-divisie mannen[2]
| #      | Rijder            | Nationaliteit    | Ploeg                             | Ronde | Punten |
| ------ | ----------------- | ---------------- | --------------------------------- | ----- | ------ |
| Goud   | Bart Hoolwerf     | Nederland        | Team Reggeborgh                   | 125   | 25,1   |
| Zilver | Evert Hoolwerf    | Nederland        | Team Reggeborgh                   | 125   | 21     |
| Brons  | Harm Visser       | Nederland        | Team Essent                       | 125   | 18     |
| 4      | Christian Haasjes | Nederland        | Bouwselect / De Haan Westerhoff   | 125   | 17     |
| 5      | Luc ter Haar      | Nederland        | Bouwselect / De Haan Westerhoff   | 125   | 16     |
| 6      | Wisse Slendebroek | Nederland        | Royal A-ware                      | 125   | 15     |
| 7      | Sjoerd den Hertog | Nederland        | Royal A-ware                      | 125   | 14     |
| 8      | Jordy Harink      | Nederland        | Royal A-ware                      | 125   | 13     |
| 9      | Ronald Kruijer    | Nederland        | Bouwselect / De Haan Westerhoff   | 125   | 12     |
| 10     | Daan Gelling      | Nederland        | Royal A-ware                      | 125   | 11     |
| 11     | Ruben Ligtenberg  | Nederland        | Sprog                             | 125   | 10     |
| 12     | Lars Woelders     | Nederland        | Sprog                             | 125   | 9      |
| 13     | Jeroen Janissen   | Nederland        | OKAY/Interfarms                   | 125   | 8      |
| 14     | Ruben Marinus     | Nederland        | Hamco / Motorama                  | 125   | 7      |
| 15     | Ronald Haasjes    | Nederland        | Bouwselect / De Haan Westerhoff   | 125   | 6      |
| 16     | Bart Mol          | Nederland        | A6.nl / KMC                       | 125   | 5      |
| 17     | Axel Koopman      | Nederland        | VGR Sport / Galesloot constructie | 125   | 4      |
| 18     | Ethan Cepuran     | Verenigde Staten |                                   | 125   | 3      |
| 19     | Niels Immerzeel   | Nederland        | VGR Sport / Galesloot constructie | 125   | 2      |
| 20     | Joram Verkerk     | Nederland        | VGR Sport / Galesloot constructie | 125   | 1      |

125 ronden
1:02:45 uur (gem. 30,1 sec) 47,8 km/h

## Uitslag top-divisie vrouwen[3]
| #      | Rijder                 | Nationaliteit | Ploeg                               | Ronde | Punten |
| ------ | ---------------------- | ------------- | ----------------------------------- | ----- | ------ |
| Goud   | Beau Wagemaker         | Nederland     | A6.nl / KMC                         | 81    | 30,1   |
| Zilver | Elsemieke van Maaren   | Nederland     | OKAY/Interfarms                     | 81    | 26     |
| Brons  | Jet Fransen            | Nederland     | Wokke Vastgoed                      | 81    | 23     |
| 4      | Evelien Vijn           | Nederland     | Puur ICT / BTZ                      | 81    | 22     |
| 5      | Maaike Verweij         | Nederland     | Team Albert Heijn Zaanlander        | 81    | 21     |
| 6      | Nienke Smit            | Nederland     | OCRE                                | 81    | 20     |
| 7      | Loesanne van der Geest | Nederland     | VGR Sport / Vreugdenhil Dairy Foods | 81    | 19     |
| 8      | Gioya Lancee           | Nederland     | Puur ICT / BTZ                      | 80    | 13     |
| 9      | Esther Kiel            | Nederland     | Puur ICT / BTZ                      | 80    | 12     |
| 10     | Bente Kerkhoff         | Nederland     | Team Albert Heijn Zaanlander        | 80    | 11     |
| 11     | Tessa Snoek            | Nederland     | VGR Sport / Vreugdenhil Dairy Foods | 80    | 10     |
| 12     | Nikki Noordergraaf     | Nederland     | OKAY/Interfarms                     | 80    | 9      |
| 13     | Janne Berkhout         | Nederland     | Turner                              | 80    | 8      |
| 14     | Tjilde Bennis          | Nederland     | Turner                              | 80    | 7      |
| 15     | Brit Qualm             | Nederland     | VGR Sport / Vreugdenhil Dairy Foods | 80    | 6      |
| 16     | Esmée Brommer          | Nederland     | Wokke Vastgoed                      | 80    | 5      |
| 17     | Iris Mulder            | Nederland     | Fortune Coffee                      | 80    | 4      |
| 18     | Pien van den Bos       | Nederland     | Wokke Vastgoed                      | 80    | 3      |
| 19     | Eline Cox              | Nederland     | OCRE                                | 80    | 2      |
| 20     | Olin Verhoog           | Nederland     | OCRE                                | 80    | 1      |

80 ronden
0:45:18 uur (gem. 34,0 sec) 42,4 km/h

## Uitslag beloften mannen[3]
| #      | Rijder              | Nationaliteit | Ploeg                               | Ronde | Punten |
| ------ | ------------------- | ------------- | ----------------------------------- | ----- | ------ |
| Goud   | Nino van Dijk       | Nederland     | Traumeel Gel                        | 101   | 30,1   |
| Zilver | Daan Berkhout       | Nederland     | Team Reggeborgh                     | 101   | 26     |
| Brons  | Bram Kras           | Nederland     | Wokke Vastgoed                      | 101   | 23     |
| 4      | Igor Baars          | Nederland     | Langhout Beton & PCO Infra          | 101   | 22     |
| 5      | Kevin van der Horst | Nederland     | Royal A-ware                        | 100   | 16     |
| 6      | Arjen van Damme     | Nederland     | Skate@sea                           | 100   | 15     |
| 7      | Mathijs van Zwieten | Nederland     | Douma Staal                         | 100   | 14     |
| 8      | Tom den Heijer      | Nederland     | OKAY/Interfarms                     | 100   | 13     |
| 9      | Ruben Verkerk       | Nederland     | Ormer ICT                           | 100   | 12     |
| 10     | Chris de Velde      | Nederland     | Royal A-ware                        | 100   | 11     |
| 11     | Joost de Jong       | Nederland     | Bouwselect / De Haan Westerhoff     | 100   | 10     |
| 12     | Matthé Pronk        | Nederland     | OKAY/Interfarms                     | 100   | 9      |
| 13     | Joël Haasjes        | Nederland     | Arbeidsrecht de Graaf               | 100   | 8      |
| 14     | Arn Botman          | Nederland     | Wokke Vastgoed                      | 100   | 7      |
| 15     | Simon de Smit       | Nederland     | Vector                              | 100   | 6      |
| 16     | Sipke Sijtsema      | Nederland     | Douma Staal                         | 100   | 5      |
| 17     | Jurrian Haasjes     | Nederland     | Arbeidsrecht de Graaf               | 100   | 4      |
| 18     | Rick de Ruijgt      | Nederland     | Groenehartsport.nl                  | 100   | 3      |
| 19     | Jochem Posthumus    | Nederland     | Speelman / Exclusief Vastgoedbeheer | 100   | 2      |
| 20     | Fred Schouwenaar    | Nederland     | Ormer ICT                           | 100   | 1      |

100 ronden
0:51:34 uur (gem. 30,9 sec) 46,5 km/h

## Uitslag beloften vrouwen[4]
| #      | Rijder                  | Nationaliteit | Ploeg                                        | Ronde | Punten |
| ------ | ----------------------- | ------------- | -------------------------------------------- | ----- | ------ |
| Goud   | Anna Marit Sybrandi     | Nederland     | Boltrics                                     | 60    | 25,1   |
| Zilver | Mayke Vriesinga         | Nederland     | Boltrics                                     | 60    | 21     |
| Brons  | Liset Speelman          | Nederland     | Speelman / Exclusief Vastgoedbeheer          | 60    | 18     |
| 4      | Iris Tiben              | Nederland     | Wokke Vastgoed                               | 60    | 17     |
| 5      | Mette ten Cate          | Nederland     |                                              | 60    | 16     |
| 6      | Manon Gremmen           | Nederland     | Husqvarna / Praktijk Centrum Bomen           | 60    | 15     |
| 7      | Jolanda Laagland        | Nederland     | Speelman / Exclusief Vastgoedbeheer          | 60    | 14     |
| 8      | Sterre Kuijs            | Nederland     | OCRE                                         | 60    | 13     |
| 9      | Amber van der Meijden   | Nederland     | KNSB Inline Selectie                         | 60    | 12     |
| 10     | Viviana Rodríguez Rojas | Chili         | 21Adventures.nl                              | 60    | 11     |
| 11     | Bianca van der Meer     | Nederland     |                                              | 60    | 10     |
| 12     | Tara Donoghue           | Ierland       | Leontienhuis                                 | 60    | 9      |
| 13     | Lianne van Gameren      | Nederland     | Skadi / P&G Safety / Mark Bouman Grondwerken | 60    | 8      |
| 14     | Iza Stekelenburg        | Nederland     | OCRE                                         | 60    | 7      |
| 15     | Rienke Boonstra         | Nederland     | Leontienhuis                                 | 60    | 6      |
| 16     | Melissa Mooijman        | Nederland     | Wokke Vastgoed                               | 60    | 5      |
| 17     | Corrieke Buffinga       | Nederland     |                                              | 60    | 4      |
| 18     | Aline de Jong           | Nederland     | D.S.V. de Skeuvel                            | 60    | 3      |
| 19     | Sam van der Monde       | Nederland     | Gewest Friesland                             | 60    | 2      |
| 20     | Renée Schipper          | Nederland     | Vector                                       | 60    | 1      |

60 ronden
0:34:25 uur (gem. 34,4 sec) 41,8 km/h

### Snelste wedstrijdgemiddelde
| Klasse              | Snelste gemiddelde        | Tijd     | Ronden | Schaatsster         | Nationaliteit | Ploeg           |
| ------------------- | ------------------------- | -------- | ------ | ------------------- | ------------- | --------------- |
| Top-divisie Mannen  | 47,6 km/h (gem. 30,2 sec) | 01:03:01 | 125    | Bart Hoolwerf       | Nederland     | Team Reggeborgh |
| Top-divisie Vrouwen | 42,4 km/h (gem. 34,0 sec) | 01:45:18 | 80     | Beau Wagemaker      | Nederland     | A6.nl / KMC     |
| Beloften Mannen     | 46,5 km/h (gem. 30,9 sec) | 00:51:34 | 100    | Nino van Dijk       | Nederland     | Traumeel Gel    |
| Beloften Vrouwen    | 41,8 km/h (gem. 34,3 sec) | 00:34:25 | 60     | Anna Marit Sybrandi | Nederland     | Boltrics        |

Marathon Cup 1 · 
Marathon Cup 2 · 
Marathon Cup 3 ·
Marathon Cup 4 · 
Marathon Cup 5 · 
Marathon Cup 6 · 
Marathon Cup 7 · 
Marathon Cup 8 · 
De Vier van Noord-Holland 1 · 
De Vier van Noord-Holland 2 · 
De Vier van Noord-Holland 3 · 
De Vier van Noord-Holland 4 · 
Marathon Cup 9 · 
NK kunstijs · 
Marathon Cup 10 · 
Marathon Cup 11 · 
Marathon Cup 12 · 
Marathon Cup 13 · 
Grand Prix 1 · 
Open NK natuurijs · 
Grand Prix 2 · 
Grand Prix 3 · Marathon Cup 14 · 
Marathon Cup 15 · 
Grand Prix 4 · 
Grand Prix 5 · 
Grand Prix 6 ·  
Marathon Cup 16  · 
Klassementen: KNSB Cup ·
Jongeren · 
Ploegen ·
Grand Prix ·
Club-assistent Brabantcup ·
De Vier van Noord-Holland
Lijst van schaatsmarathonrijders 2024/2025